# Ramón Pereira Antelo
Ramón Pereira Antelo "El Parrillero" (Vigo, siglo XX - siglo XX) fue un guerrillero antifranquista gallego.

## Trayectoria
Zapatero y militante del PCE. Después del golpe de Estado del 18 de julio de 1936 huyó y se fue al monte. En 1938 formó grupo con los hermanos Rogelio y José García Morales, los Maletas, Manuel Simón Campos, Xanote, y Manuel Rodríguez Fernández, que actuaban en la comarca de Vigo. Fue procesado con José García Morales en la causa 771/1939. Fue acusado de la muerte del guardia jurado Manuel Pereiro Bernárdez con José García Morales, Julio Guillén Biel y José Luis Quintas Figueroa. En 1940 se deshizo el grupo. En 1946 nació el Destacamento Paco Barreiro del Ejército Guerrillero de Galicia, y Ramón Pereira desapareció por esas fechas.